# Odontoglossum spectatissimum
Odontoglossum spectatissimum là một loài phong lan có ở tây bắc Venezuela tới Ecuador.

## Hình ảnh

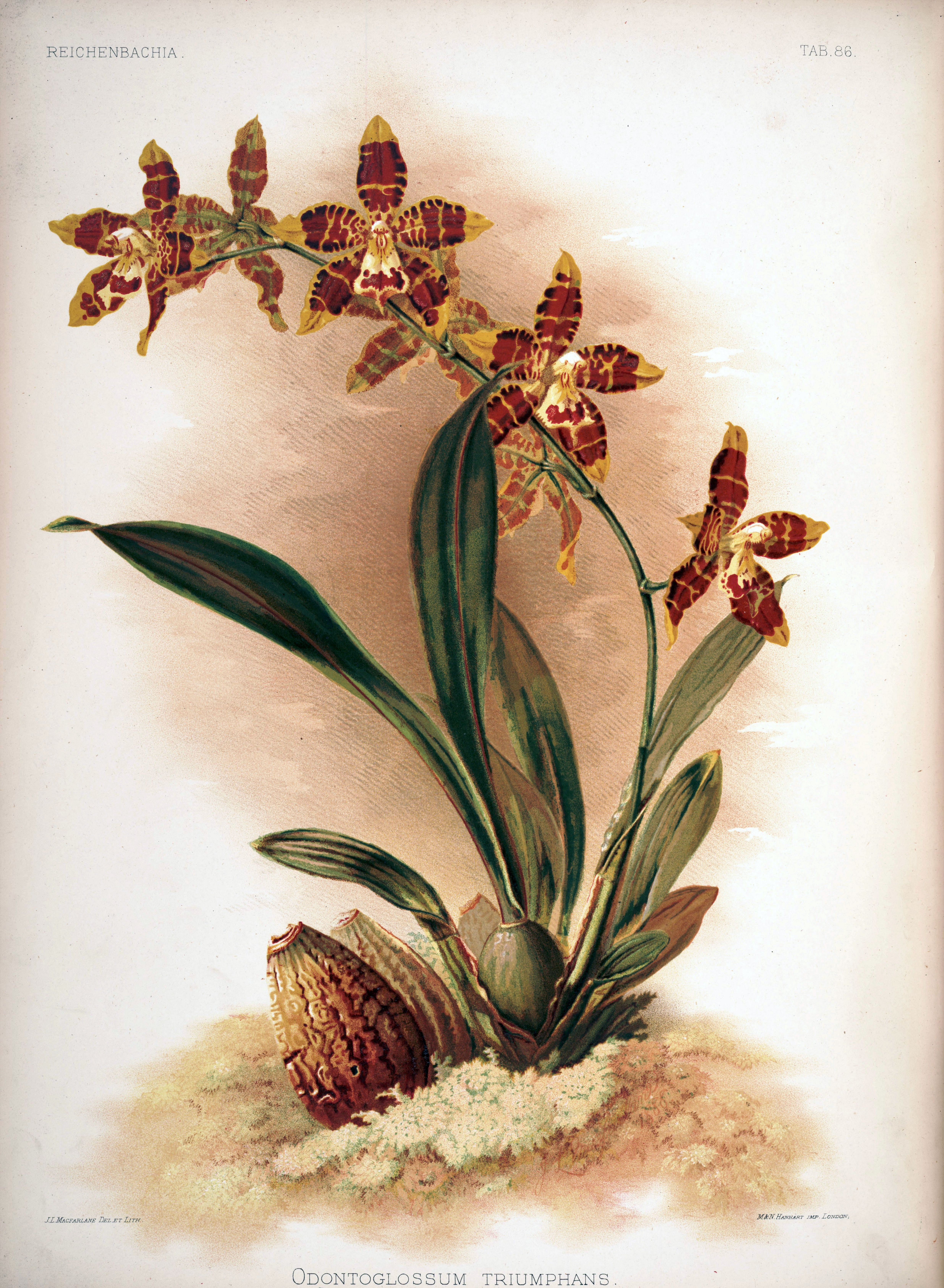